# Les Gleies (Susqueda)
Les Gleies és una masia de Susqueda (Selva) inclosa a l'Inventari del Patrimoni Arquitectònic de Catalunya.

## Descripció
El mas les Gleies està emplaçat en un terreny irregular cosa que ha provocat que la masia adopti una morfologia heterogènia i peculiar. I és que la masia està estructurada en dues parts físiques molt evidents: per una banda tenim l'edifici principal que consta de tres plantes i que està cobert amb una teulada a dues aigües de vessants a laterals. La planta baixa destaca el gran portal quadrangular d'accés equipat amb una poderosa i robusta llinda monolítica molt ben escairada i uns muntants de pedra molt ben desbastats i treballats. En la llinda es pot apreciar la data de "1 8 + 7 5" i al centre una creu. En el primer pis trobem una obertura rectangular amb llinda, en la qual es pot llegir la data de "1 8 2 0" i muntants de pedra, la qual és projectada com a balconada i està equipada amb un ampit de ferro forjat el qual es troba extremadament oxidat. En el pis superior trobem una finestra rectangular amb llinda, muntants i ampit treballat. Tanca la façana, en la part superior, un ràfec prominent format per llates de fusta i tapajuntes, que es troba en un pèssim estat de conservació, ja que la fusta està parcialment podrida.
Mentre que per l'altra, adossada a la construcció principal trobem una edificació de dues plantes i coberta a dues aigües de vessants a laterals. Aquesta segona construcció es troba immersa en unes pèssimes condicions de conservació, ja que els espais o acabats interiors estan completament arrasats. L'únic a destacar d'aquesta construcció és la magnífica heràldica que podem contemplar en la llinda del portal rectangular, i la creu incisa present també en la llinda de la finestra del primer pis. Davant d'aquesta construcció trobem una petita estructura o plataforma aterrossada, la qual no és gratuïta sinó que complia una doble finalitat molt important: per una banda, salvar el desnivell o com a mínim intentar compensar-lo, mentre que per l'altra, antigament era emprada com a estable per tal de guardar els animals.
La resolució dels espais exteriors és similar en les dues construccions. Per una banda, tant les llindes monolítiques, com els muntants de pedra i els blocs cantoners tenen com a matèria primera la pedra sorrenca. Mentre que la resta de la superfície està composta a través d'una barreja de pedra calcària, a base de pedres fragmentades i blocs rústics manipulats a cops de martell i tot lligat amb morter de calç.
Pel que fa a l'estat de conservació del mas en general cal dir que és molt preocupant. Els espais interiors estan completament arrasats i el pròxim pas serà l'esfondrament progressiu de les cobertes i de les estructures portants.
Exemptes trobem una sèrie de dependències de treball les quals en antigor estaven adreçades a les tasques del camp o a la cria de bestiar. Entre aquestes cal destacar especialment la pallissa ubicada davant del mas que a diferència de la masia, la qual presenta un quadre sanitari preocupant, es troba bastant ben conservada.
Tal com salta a la vista ràpidament contemplant la fotografia identificativa, ens adonem que el mas les Gleies gaudeix d'un paisatge i d'unes vistes magnífiques, ja que des d'aquí es pot contemplar la monumentalitat i magnificència dels espadats que acollen el Santuari de la Mare de Déu del Far.

## Història
El mas de les Gleies fa part de l'antic veïnat de Fornils. Situat a la plana ondulada que s'estén entre la cinglera del Far i Casadevall i la petita serra de Sant Pau al sud. És travessada pel torrent de l'Om. Aquest veïnat, avui deshabitat, està conformat per algunes masies, la majoria de les quals estan documentades des de la fi del segle xiii, i d'altres edificis com el molí del Roure i les capelles de Sant Pau de Fornils, documentada des de l'any 1269 encara que l'edifici actual és del segle xix.
A tocar del mas hi ha les restes de l'església de Sant Pere de Fornils, romànica, de la que en queda només part de l'absis. D'aquí ve el nom del mas, inicialment dit «Eclesiis» o «Esgleies».